# Антал Сташек
Антал Сташек (чеш. Antal Stašek, настоящее имя — Антонин Земан (чеш. Antonín Zeman); 22 июля 1843, с. Станов, Австрийская империя (ныне район Яблонец-над-Нисоу Либерецкого края Чехии) — 9 октября 1931, Прага) — чешский писатель, поэт, драматург, публицист, переводчик, политик, юрист. Доктор права.

## Биография

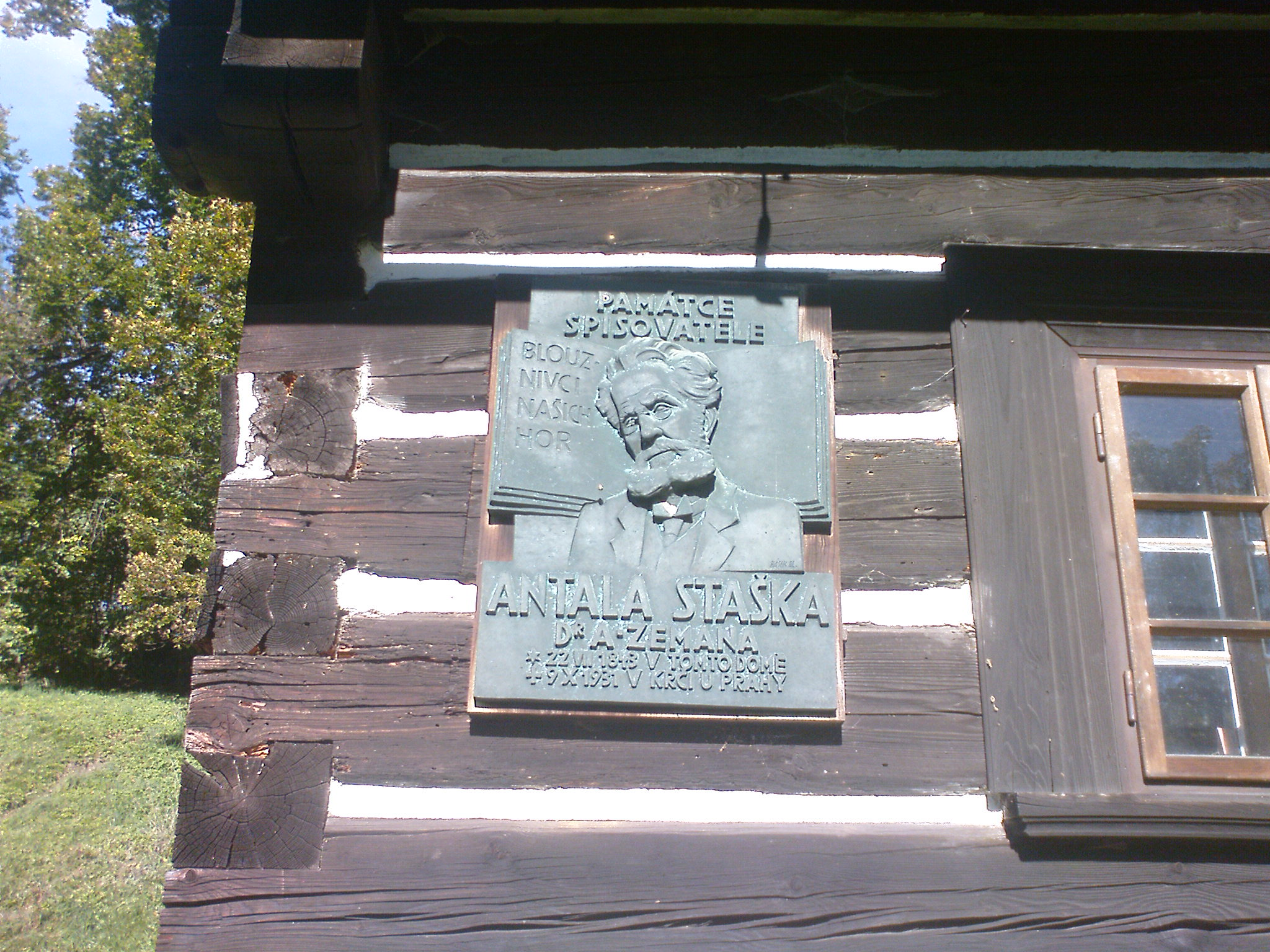
Мемориальная таблица на доме, в котором родился А. Сташек

Родился в многодетной семье писаря. После окончания гимназии изучал право в Праге и Кракове. В 1866 году окончил Краковский университет. Получил степень доктора права. Занимался успешной адвокатской деятельностью.
Несколько раз посещал Россию (1874‒1875, 1889, 1897), работал частным репетитором. Занимался политической деятельностью. В 1919—1920 годах был членом Национального революционного Собрания Республики Чехословакии.
Знаток и пропагандист демократической русской культуры в Чехии. Один из первых чешских исследователей творчества И. С. Тургенева.

## Творчество
Литературную деятельность начал с подражания Байрону. Первый сборник его стихов «Стихи» (Básně) вышел в 1876 году, второй — в 1880. В 1870-е и 1880-е годы писал повести в стихах. Содержание этих повестей частью историческое — «Из эпохи таборитов» (Z doby táborů, 1884), частью из жизни чешской провинции — района Крконоше (Исполиновых гор), где он жил много лет, занимаясь адвокатурой.
В романтических стихах 1860‒1870-х годов воспевал борцов за национальное освобождение Чехии, участников Революции 1848 года. Затем обратился к реалистической прозе, посвящённой жизни и борьбе чешских трудящихся: романы «В пограничье» (1908), «О сапожнике Матоуше и его друзьях» (1927, рус. перевод 1954). Большой социальный роман Сташека — «В тёмных водоворотах» (V temných vírech, 1900) — яркая картина борьбы капитализма с нарастающим рабочим движением. Роман «На рубеже» (Na rozhraní, 1907) посвящён борьбе чехов на экономическом фронте с богатыми предпринимателями-немцами. Национальная борьба в мелкобуржуазных кругах Чехии дана в романе «Прелюдия» (1918). В романе «Богатство» (1918) Сташек в мрачных картинах нарисовал господство капитализма. В 3-томном собрании повестей и небольших романов «Мечтатели наших гор» (1895) писатель рисует суровую и безрадостную жизнь жителей Подкрконошского края, мечтающих о счастье и справедливости. В ряде произведений 1920-х годов дал картины страшных последствий Первой мировой войны.
Автор «Воспоминаний» (1926) о политической и литературной жизни Чехии. Антал Сташек стремился раскрыть в своих книгах движение общественной жизни, сочетая реалистическое повествование с элементами фантазии и романтизма.

## Избранная библиография
Проза
- Nedokončený obraz (1878)
- O ševci Matoušovi a jeho přátelích
- Na rozhraní (1908)
- V temných vírech
- Blouznivci našich hor
- Přelud
- Když hlad a válka zuřily
- Stíny minulosti

Драматургия
- Smlouva s lichvářem

Литературно-исследовательские работы
- Ruské básnictví a Turgeněv

Переводил с русского, польского, немецкого и французского языков.